# 塔拉河
塔拉河是俄羅斯的河流，位於新西伯利亞州和鄂木斯克州，屬於額爾齊斯河的右支流，河道全長806公里，流域面域18,300平方公里，河流在10月至5月結冰。	
56°40′8″N 74°40′8″E / 56.66889°N 74.66889°E